# Коевци (Великотырновская область)
Коевци (болг. Коевци) — село в Болгарии. Находится в Великотырновской области, входит в общину Сухиндол. Население составляет 108 человек (2022).

## Политическая ситуация
Коевци подчиняется непосредственно общине и не имеет своего кмета.
Кмет (мэр) общины Сухиндол — Пламен Димитров Чернев (Болгарская социалистическая партия (БСП)) по результатам выборов в правление общины.